# Wasquehal Football
Maillots
Actualités
Wasquehal Football est un club de football français fondé en 1945 et situé à Wasquehal dans le Nord, dans la banlieue de Lille.
Le club est fondé sous le nom d'Entente sportive de Wasquehal, par fusion entre deux clubs de la ville, l'Union sportive de Wasquehal, lui-même fondé par fusion, en 1924, et par l'Association sportive de Wasquehal. L'ES Wasquehal change de nom en 2017 pour Wasquehal Football.
Le club étant dans la sphère régionale de Lille, on assiste dans les années 1950 à une hémorragie de joueurs vers le Lille OSC, qui entraîne une stagnation du club. L'équipe gravit les échelons dans les années 1980. Il accède à la Division d'honneur, plus haut niveau régional en 1981, puis en championnat national (Division 4) en 1988. En 1997, l'ES Wasquehal atteint le plus haut niveau de son histoire, en jouant six saisons en Ligue 2 de 1997 à 2002, sous statut professionnel.
Le club péréclite par la suite, perdant son statut professionnel en 2004 et retournant en championnat régional en 2018. Une double promotion lui permet de retrouve le National 2 (4e niveau) en 2022.
Le club est présidé depuis 2024 par Romain Petit. L'équipe première, entraînée par Tony Akli depuis 2024, évolue lors de la saison 2025-2026 en National 2.

## Historique

### L'Union sportive de Wasquehal

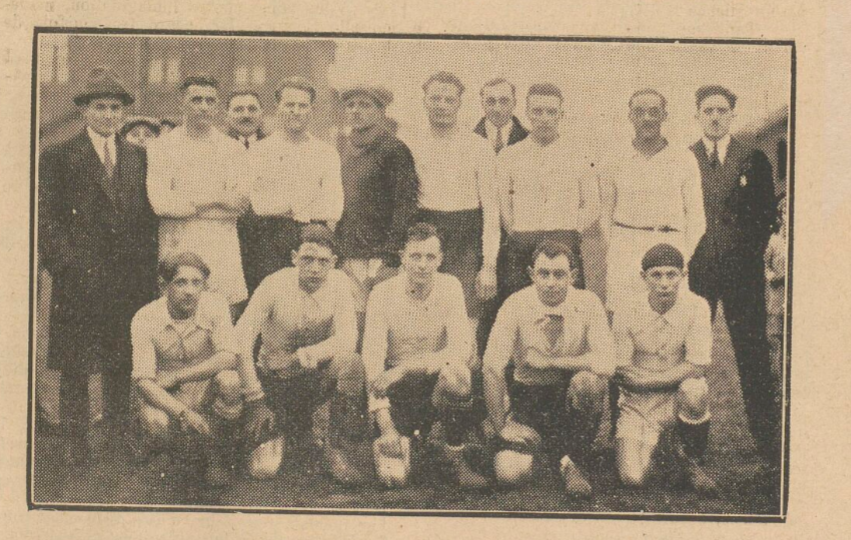
Équipe première de l'Union Sportive de Wasquehal en 1928.

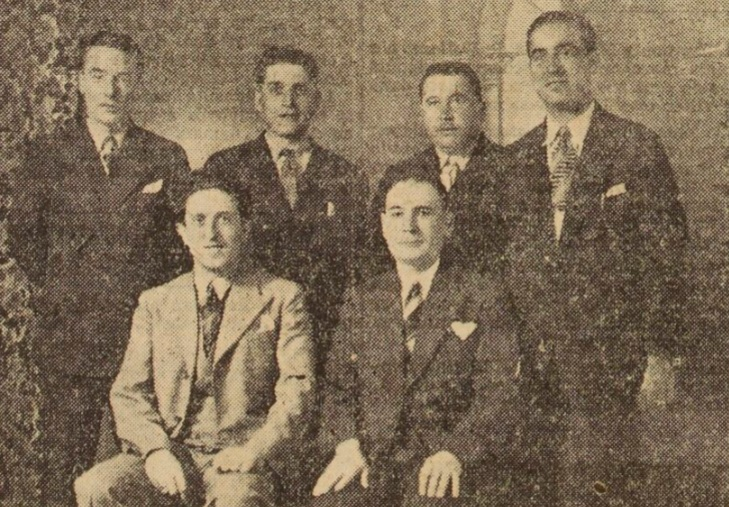
Équipe dirigeante de l'Union Sportive de Wasquehal en 1934.

L'Union sportive de Wasquehal est fondée le 9 novembre 1924 par Arthur Buyse,, professeur de textile, entouré de Louis Mulliez, Georges Caudreliez et Léon Montagne. Le siège social est au no 26 rue Francisco-Ferrer.
Lors de la saison 1924-1925, l'Union sportive de Wasquehal possède quatre équipes, l'équipe 1 avec Spriet, Snauwaert, Detailleur, Mulliez, Leclercq (capitaine), Desruelles, Arthur Buyse, Teirlynck, Svhweitzer, Wyffels et Canonne, l'équipe 2 avec Vancauwenberghe, Devos, Timmermans, Lesur, Montaigne, Debuisne, Capoen, Mulliez, Rolland, Caudrelier (capitaine), Brancard et Desplanques, l'équipe 3 avec Couque, Campeneire, Mulliez, Lesaffre, Parasie (capitaine), Despinoy, Decoutère, Soudans, Léon Massa, Didier, Coureur, Lallement et Campeneire et une équipe junior composée de Franchomme, Bailleul (capitaine), Benaut, Verroeken, Hayart, Leclercq, Buyse, Denolf, Détailleur, Brancard, Vanghyseghem, Coureur et Vandeplassche.
L'union sportive de Wasquehal est un club omnisports qui comprend aussi, le basket-ball puis la natation en 1928 avec l'inauguration à l'écluse du Triest et dont les membres participent régulièrement à la Traversée de Lille à la nage. Le club aux couleurs rouge et noire s'engage en championnat de 4e division de district, entraînant une saine émulation par la création d'un rival local, l'AS Wasquehal.
Les équipes 1 et 2 sont promues en 3e division de district en 1928, le club reçoit le renfort d’Édouard Tiberghien, Jules Verriest et Dessauvages. En 1928 le club organise sa propre compétition la Coupe de l'U.S. Wasquehal.
La municipalité s'intéresse alors de plus près au football est commence en 1930, rue Delerue, l'aménagement d'un stade sportif et édification d'une tribune. Le stade est inauguré rue Delerue qui se sera nommé Stade Léopold-Hantson en hommage à Paul Hantson dans les années 50.
Encore renforcée par quelques bons joueurs tels Duchesne et Chablot, l'USW accède en 1re division de district en 1931. En 1933, le Wasquehalien Jean Sécember, international français, en provenance de l’US Tourquennoise, signe à l’U.S Wasquehal pour quelques matchs le temps d'avoir un statut professionnel et de rejoindre l'Excelsior de Roubaix-Tourcoing. Sous les couleurs de l'US Wasquehal, il marque en septembre, un doublé en amical contre l’équipe B de l’Excelsior de Roubaix-Tourcoing puis un autre doublé lors d’un match de coupe de France contre le C.A.B Dunkerque . Le 29 octobre 1933, Wasquehal est battu 8 à zéro par Valenciennes au 3eme tour de la coupe de France. Cette même année, l'équipe reçoit les renforts de joueurs venant du Racing Club de Roubaix, de l'Excelsior de Roubaix-Tourcoing et de l'Union sportive tourquennoise. avec les frères Cocheteux (Fernand, Henri et Louis), Tom Baron et Albert Lerouge, finaliste de la coupe de France en 1933 avec le Racing Club de Roubaix et qui joua une match avec l'équipe de France en 1922 contre la Norvège mais la fédération française de football demanda l'annulation du caractère officiel de ce match qui ne compte pas pour une sélection A.
En 1934, l'équipe première atteint la finale de la coupe des Flandres contre l'Association Sportive Sainte-Barbe d'Oignies,. En septembre 1935, l'équipe A se compose de Bertaux, Crétel, Ferlier, Vandriessche, Courcelle, Delannoy, Grard, Rosemblatt, Vanspeybrouck, Lejeune et de Legrand. l'équipe B se compose de Duchesne, De Smet, Masurelle, Mascart, Decroix, Leclercq, Schweitzer, Chablot, Broucke, Cornélie et Foutry. Arthur Buyse devient président général du club omnisports, tandis que Pierre Lleres préside la section football. Wasquehal est promu en Promotion d'Honneur en 1936. L'Union Sportive de Wasquehal gagne la coupe des Flandres en 1939,.
La France entre en guerre en septembre 1939. Les clubs voient leurs effectifs se vider de leurs joueurs qui sont appelés au combat et rejoignent les rangs de l’armée française. L'Union sportive de Wasquehal perd plus de 20 joueurs dont 6 de l'équipe première. Parmi eux, deux décèdent pendant le conflit, Stanislas Wojtasinski, joueur de l'Association Sportive puis de l'Union sportive de Wasquehal, membre de la Légion étrangère au 12e, tué au combat le 14 juin 1940 lors de la bataille de Fontainebleau en Seine-et-Marne et Paul Devriese, en 1940, lors de la bataille de Troyes dans l'Aube. En 1941, l'US Wasquehal tient son siège au 28 rue de Flers (actuelle rue du maréchal Leclercq et en 1943, le stade municipale accueille les matchs de rugby du S.R. Wasquehal qui se fait appeler les All Back et qui dispute le championnat des Flandres.

### L'Entente sportive de Wasquehal
L'Union sportive de Wasquehal fusionne le 1er octobre 1945 avec le rival local de l'Association sportive de Wasquehal. La nouvelle entité adopte le nom d'Entente sportive de Wasquehal et une tenue jaune et noire. Le siège social se trouve au 51 rue Delerue. Dans les années 1950, une hémorragie de joueurs vers le Lille OSC entraîne une stagnation au grand désespoir d'Arthur Buyse.
En 1969, André Rapaille, ancien joueur des clubs d’Hem, Saint-Louis, et de l’Iris Croix, débarque à l’Entente sportive de Wasquehal pour garder les buts de l’équipe première. En 1973, il range ses crampons et devient responsable de la gestion du matériel et des équipements à l’ES Wasquehal. Policier pendant trente ans au commissariat de Roubaix, il finira responsable de la cellule sécurité routière du secteur pour la police nationale. Lui sera confiée la section sécurité de l’ESW dont il sera en charge jusqu’en 1996. Après deux années de pause, il prend le poste de délégué à la sécurité au stadium et au stade Arthur-Buyse. André Rapaille devient ensuite instructeur de la commission d’appel de discipline de la ligue du Nord-Pas-de-Calais de football. Il sera nommé délégué du procureur aux affaires sportives afin d’amener la justice contre les violences dans les stades. Il sera le premier à occuper ce poste dans la région, et le second en France. Son objectif sera d’éviter l’injustice et donc de ne laisser aucune affaire sans suite et de faire comprendre que le sport est avant tout un jeu. Pour continuer cette lutte contre les petits délits classés sans suite, il prendra le poste de délégué territorial du procureur sur Croix-Wasquehal.
En 1977, Jean-Paul Kozaczek, footballeur du Capreau Sports Wasquehal, part jouer en semi-professionnel à l'Union sport Tourcoing football club. Il jouera ensuite en amateur à l'Entente sportive de Wasquehal, au Capreau Sport Wasquehal puis à l'Iris Club de Croix. Il recevra les trois médailles de la jeunesse et des sports du Nord-Pas-de-Calais (or-argent-bronze). La remise de sa médaille d'or s'est faite en présence des présidents de l'Entente sportive de Wasquehal, du Capreau Sport Wasquehal et de l'Iris Club de Croix. Il recevra la médaille du district de Flandre. Il sera fait citoyen d'honneur de la ville de Wasquehal en 1993.

### Affirmation sur la scène régionale
L'équipe première qui se fait connaitre accède à la division d'honneur en 1981. En 1983, le stade Léopold-Hantson devient le stade Arthur-Buyse en l'honneur du président fondateur et en 1985, création du Club-house. En 1984 alors en division d'honneur l'ESW élimine l'Union sportive de Saint-Omer, club de division 3, aux tirs au but.
L'équipe accède en division 3 en 1990 avec des joueurs comme Paulo Gomes, Christophe Delmotte, Reynald Descarpentries, Paul Desmon, Frédéric Lapère et Éric Dréossi.
L'ESW connait un match de gala arbitré par Alain Sars face au PSG d'Henri Michel en 1991 lors d'un 32e de finale de la coupe de France disputé au stade Arthur Buyse où il est battu sur un but de Safet Susic, à la suite d'un pénalty très discuté, auparavant Reynald Descarpentries  avait touché la barre transversale sur un tir en pivot (51e). Avant ce match, l'ESW bat successivement, La Jeunesse Sportive de Quiévrechain, l'Étoile sportive Arques Football, le Calais Racing Union football club et l'Union sportive Boulogne Côte d'Opale avec la particularité d'avoir gagné tous ces matchs à l'extérieur. Dans cette équipe de Wasquehal figure des joueurs emblématiques comme Didier Stevance, Alain Jacquemart, Reynald Debaets, Thierry Lepers ou encore Christophe Delmotte.
Arthur Buyse décède en 1993 et l'Amicale du District Flandre a créé un prix en son honneur, le challenge Arthur Buyse, décerné pour le fair-play.
Freddy Bernard, entraîneur de l'équipe première depuis 1985 est limogé en 1993 et partira rejoindre l'Union sport Tourcoing football club et en 1994 ce dernier bat l'ES Wasquehal 1 à 0, ce qui met Gérard Vignoble dans une colère noire.
En 1995, accession en National. En 1996, l'ESW remporte le Challenge Émile-Olivier qui met aux prises les meilleures équipes de la Ligue du Nord-Pas-de-Calais. L'équipe alors dirigé par Michel Docquiert y a fait un malheur en atteignant la finale et surtout en la remportant 3 à 0 face au Racing Club de Lens. Cette même année, arrive William Loko, frère de l'international Patrice Loko et dès sa première saison, le succès est au rendez vous et le club est vice-champion de Championnat de National où il inscrit dix buts. La saison suivante, William Loko continue sur sa lancée en inscrivant quinze buts en Ligue 2 et termine, cette année-là, dans les meilleurs buteurs du championnat de Ligue 2.

### Entrée dans l'ère du professionnalisme

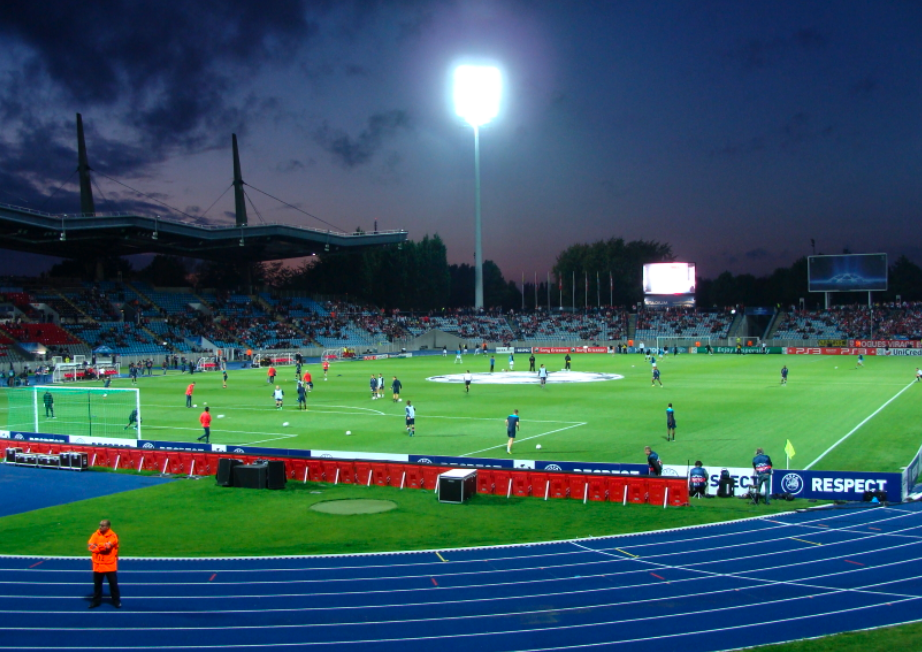
Le Stadium Lille Métropole, stade de l'ESW de 1997 à 2005.

Du fait de son accession en deuxième division en 1997, le club acquiert un statut professionnel et devient pour sa section professionnelle une société d'économie mixte le 2 juillet 1997. Le stade Arthur-Buyse n'étant pas aux normes exigées en Division 2, les joueurs, devenus professionnels se produisent alors au Stadium Nord, dans la ville limitrophe de Villeneuve-d'Ascq. L'équipe atteint les seizièmes de finale de la coupe de France en 1998, éliminé par l'En Avant de Guingamp sur le score de 3 à 1 avec notamment un but de Charles-Édouard Coridon futur joueur du RC Lens. La même année, Dominique Carlier, succède à Michel Docquiert, qui avait fait part de son intention de prendre du recul. Obtenant son maintien en 1998 et 1999, le club est cependant cette année-là en déficit et risque une relégation par la Direction nationale du contrôle de gestion. Le 4 juin 1999, un partenariat avec le Racing Club de Lens est mis en place pour une durée de trois ans. Cette convention entre les deux clubs permet à Lens de prêter des jeunes joueurs au club wasquehalien, leur permettant ainsi de se confronter à d'autres professionnels. Une contribution financière lensoise est prévue en échange de cette aide sportive, de l'ordre de six millions de francs dont trois la première année. Cette aide permet à Wasquehal d'assurer son maintien en deuxième division . Dominique Carlier, l’entraîneur, est  limogé en 2002. Ce dernier n'a jamais perdu contre Lille au Stadium. Le 2 mars de cette même année l'ESW bat l'Association sportive de Saint-Étienne dans le Chaudron sur le score de 2 à 0.

### Relégation en National et perte du statut professionnel

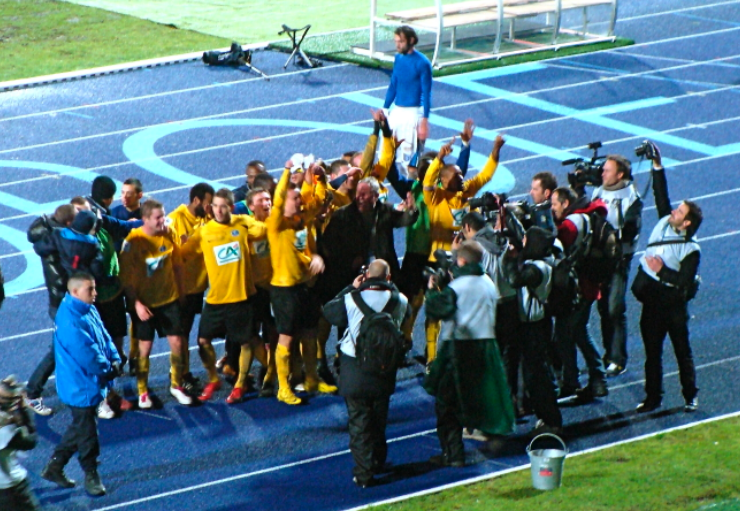
Wasquehal victorieux d'Auxerre, Coupe de France 2010-2011.

En 2003, l'ESW va jusqu'en huitièmes de finale de la Coupe de France, battue par les Girondins de Bordeaux et battant au passage l'Association sportive de Monaco et l'Union sportive quevillaise. Cette même année, elle joue un match amical contre l'Équipe d'Algérie de football. Le club est relégué en National à l'issue de la saison 2002-2003. La perte du statut professionnel en 2004 accélère un retour en CFA en 2005 puis en CFA2 en 2008.
Depuis la saison 2009-2010, le club évolue de nouveau sur ses terres au Complexe Lucien Montagne, du nom de l'ancien président, au 11 rue du Molinel à Wasquehal. En 2011, l'ES Wasquehal fait tomber l'Association de la jeunesse auxerroise en 32e de finale de la Coupe de France. En 2012, Claude Strassel prend les commandes du club.
Après un changement de direction en juin 2014, Brahim Chikhi est élu à la présidence de l'Entente sportive de Wasquehal pour apporter une nouvelle dynamique. Dès la première saison, le club gagne le championnat de CFA2 Groupe D lui permettant de retrouver le CFA. Faute de terrain homologué, l'Entente Sportive de Wasquehal évolue pour la saison 2015-2016 dans le Stade Henri Seigneur de Croix.
Côté jeunes, l'Entente Sportive de Wasquehal est une référence régionale. Certains joueurs passés par la formation wasquehalienne jouent dans des clubs professionnels comme Alassane Pléa  et d'autres plus jeunes sont repérés par des grands clubs français comme Lucca Lagana.
La plupart de ses équipes de jeunes évoluent au plus haut niveau de Ligue Nord Pas de Calais.
L'ESW rencontrera une nouvelle fois le PSG en janvier 2016 lors d'un 32e de finale de coupe de France où le PSG aura encore besoin d'un but, cette fois-ci de l'inévitable Zlatan Ibrahimovic pour venir à bout des jaunes et noirs 
Le club est sanctionné à cause de la liquidation de la Société d'économie mixte (SEM) dont l’actionnaire majoritaire était la mairie de Wasquehal.
Après avoir été menacée de rétrogradation en CFA 2 à l’issue de la saison 2015-2016, le club n’est finalement sanctionnée que de dix points, après l’arbitrage du Comité national olympique et sportif français (CNOSF).
Carlos Da Cruz l’entraîneur quitte Wasquehal pour un nouveau projet avec la fusion des clubs de Feignies et Aulnoye (CFA 2).
Belkacem Abdelhak devient le nouvel entraîneur de l'Entente Sportive de Wasquehal pour la saison 2016-2017.
Le stade situé au complexe sportif Lucien-Montagne n'étant pas homologué pour le CFA 2016-2017, les footballeurs wasquehaliens joueront au stade Dubrulle-Verriest de Roubaix et au stade Pierre-de-Coubertin à Mouvaux pour la saison 2016-2017.
À l'été 2016, la municipalité émet le souhait de regrouper les forces des deux clubs de football phares de Wasquehal, le Capreau Sport Wasquehal et l’Entente sportive de Wasquehal. Ce dernier n’est pas contre une fusion, mais le club du Capreau avec ses 421 licenciés, est radicalement opposé.
Les deux clubs dont les équipes premières jouent dans des divisions différentes ne sont pas directement concurrents.

### Changement de nom puis nouvelle présidence

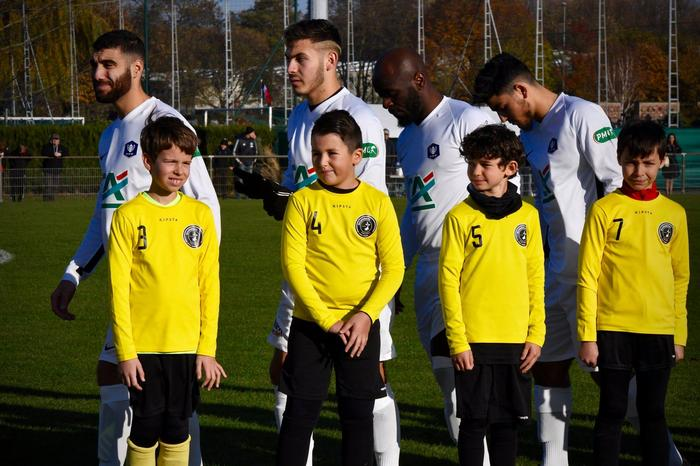
Équipe première de Wasquehal Foot lors d'un match en 2019.

Le 1er juillet 2017, à la suite de la volonté de la ville de Wasquehal de regrouper les différents clubs de football subventionnés de la Ville, l'Entente sportive de Wasquehal change de nom en Wasquehal Football. Le changement de nom est présenté comme une fusion avec le Wasquehal Futsal Club et le Capreau Sports Wasquehal, mais dans les faits il n'y a pas eu de fusion.
Emmanuel Trégoat devient entraîneur de l'équipe première. Il a été, entre autres, aux manettes du Red Star Football Club en National, du Paris Football Club en CFA 2, des U19 nationaux du Racing Club de France et de l’Équipe du Tchad de football, formation avec laquelle il a remporté la Coupe de la CEMAC.
Le début de saison du nouveau club est chaotique. Lanterne rouge à la trêve sans la moindre victoire, Emmanuel Trégoat est remercié et laisse sa place à son adjoint, Mehdi Izeghouine.
Malgré une deuxième partie de saison réussie, le club est finalement relégué en Régional 1 Groupe B  pour la saison 2018-2019 à l'issue du dernier match de la saison contre l'Union sportive Maubeuge.
Le club aurait dû être réintégré en National 3, puisque le Comité national olympique et sportif français avait formulé une proposition de conciliation en faveur du club.
Le 10 décembre 2018, à la suite de tensions internes au club et des résultats décevants du début de saison et de deux descentes successives de division en deux ans, le président Brahim Chikhi présente sa démission.
Le 22 février 2019, Éric Decoudun et Didier Cabaye sont nommés président et vice président par le conseil d'administration du club à l'unanimité. Éric Decoudun est un ancien gardien de but à Nogent-sur-Oise et Armentières et Didier Cabaye ancien stagiaire pro au RC Lens puis joueur et entraîneur à l'Union sport Tourcoing football club. Ce dernier et le père de Yohan Cabaye, international français et de Jeoffrey Cabaye qui fait partie de l'équipe première du club de Wasquehal football. Leur projet est de former les jeunes afin de les hisser en équipe première.

### Accession en National 2
En juin 2022, l'équipe accède en National 2. Wasquehal se maintient de justesse la première année à ce niveau.

## Palmarès
| Compétitions nationales | Compétitions régionales                                    |
| --- | ---------------------------------------------------------- |
| - Championnat de France de National 1 (D3) - Vice-champion : 1997 - Championnat de France de National 2 (D4) - Champion : 1995 - Championnat de France de Division 4 (D4) - Vainqueur de groupe : 1990 - Championnat de France de National 3 (D5) - Vainqueur de groupe : 2015 et 2022 Coupes - Coupe de France - Meilleure performance : 8e de finale en 2001 et 2003 | - Championnat de Division d'Honneur Nord - Champion : 1988 |

## Personnalités

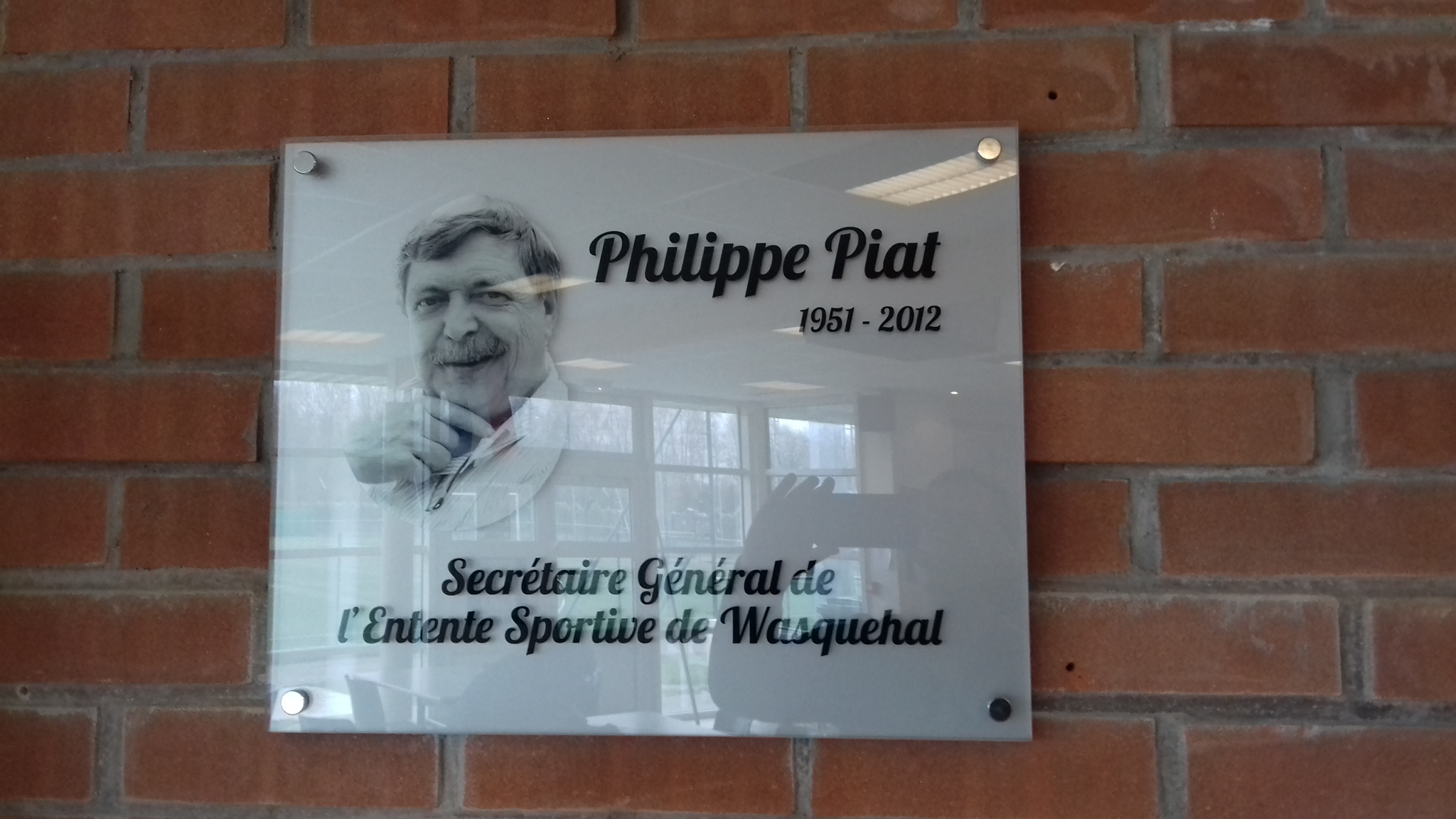
Plaque hommage à Philippe Piat, ancien secrétaire général du club.

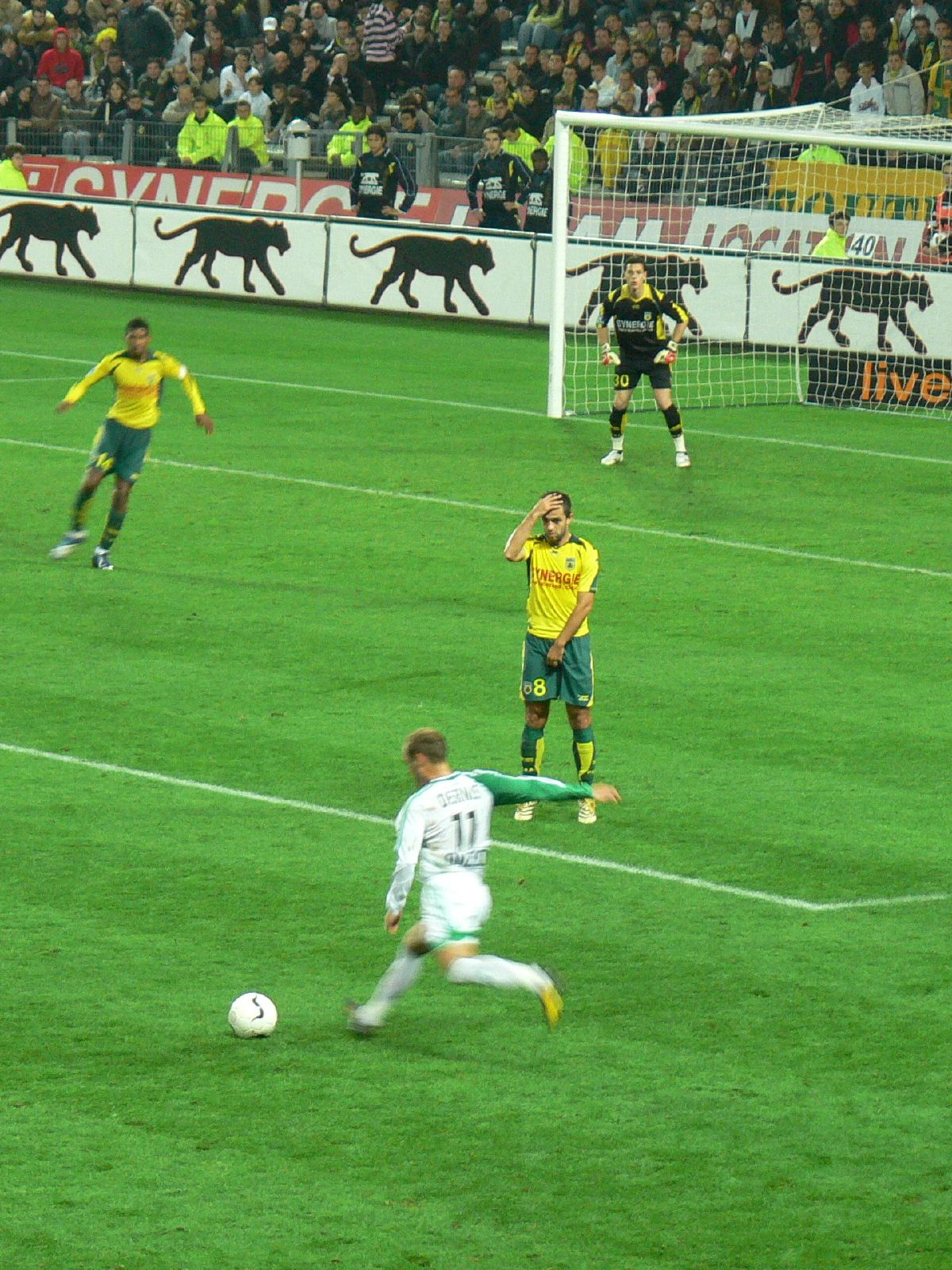
Geoffrey Dernis avec l'AS Saint-Étienne.

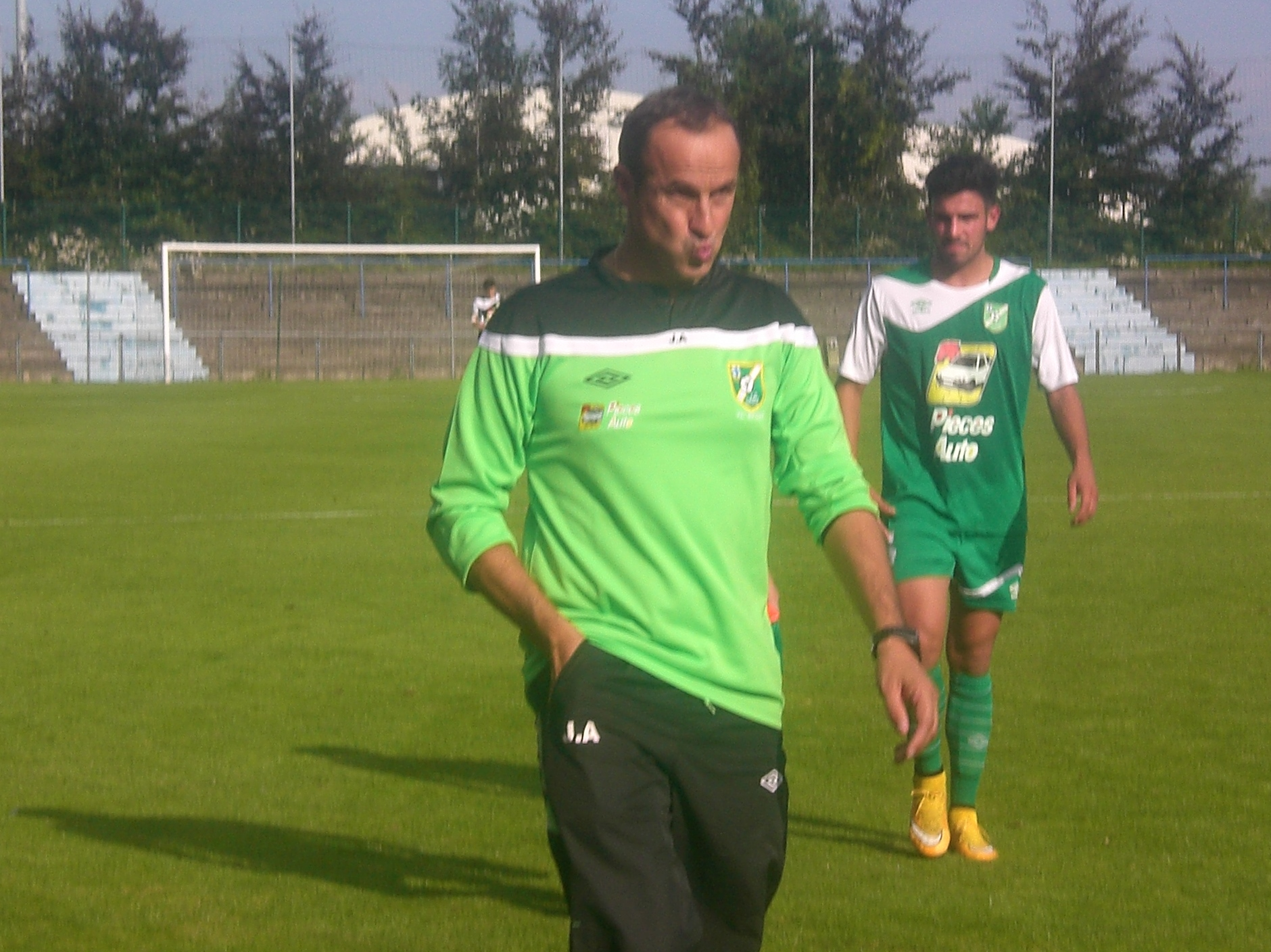
Jean Antunès en 2015.

### Présidents
Le premier président est Arthur Buyse en 1924 jusque dans les années 1950. On retrouve comme président, Lucien Montagne. Vient Francis Vehent qui préside le club de 1978 à 1994 puis de 2001 à 2005. De 2014 à 2018, Brahim Chikhi est le président. Il démissionnera en décembre 2018 et le 22 février 2019, Éric Decoudun et Didier Cabaye sont nommés président et vice président par le conseil d'administration du club à l'unanimité. Fin 2022, Eric Decoudun démissionne.

### Secrétaires généraux
Michel Cocquereaumont, pendant la période où le club évolue au Stade Arthur Buyse. Philippe Piat décède le 10 mars 2012. Il était le secrétaire général de l'Entente sportive de Wasquehal, et membre du comité directeur du District Flandres de Football. L'allée qui mène au stade Lucien-Montagne est baptisée allée Philippe-Piat en reconnaissance de son investissement pour le club.

### Entraîneurs
Les entraineurs de Wasquehal Football depuis 1986 sont successivement Freddy Bernard (1986-1993), Michel Docquiert (1993-1998), Dominique Carlier (1998-2002), Hervé Gauthier (2002-2004), Claude Strassel (2004-2006), Reynald Debaets (2006-2009), Colbert Marlot (2011-2012), Carlos Da Cruz (2012-2016), Belkacem Abdelhak (2016-2017), Emmanuel Tregoat (2017-2018), Mehdi Izeghouine (2018-2024) et Tony Akli (depuis 2024).

### Joueurs
Parmi les joueurs emblématiques on trouve des joueurs qui ont connus les débuts du professionnalisme et remporté les premiers titres importants du club comme Pascal Cygan, champion de France amateur en  1995, Jean-Marc Sibille, vainqueur du Challenge Emile-Olivier en 1996 et vice-champion de National 1 en 1997 (vainqueur du Groupe A), Fabrice Asensio, vainqueur du Challenge Emile-Olivier en 1996 et vice-champion de National 1 en 1997 (vainqueur du Groupe A), Frédéric Cadiou, vice-champion de National 1 en 1997 (vainqueur du Groupe A), Jean Antunès, champion de France amateur en  1995 et vice-champion de National 1 en 1997 (vainqueur du Groupe A), Thierry Cygan, vainqueur du Challenge Emile-Olivier en 1996 et vice-champion de National 1 en 1997 (vainqueur du Groupe A), Reynald Debaets, champion de France amateur en  1995, vainqueur du Challenge Emile-Olivier en 1996 et vice-champion de National 1 en 1997 (vainqueur du Groupe A), Emmanuel Clément-Demange, champion de France amateur en  1995, vainqueur du Challenge Emile-Olivier en 1996 et vice-champion de National 1 en 1997, Paul Leroy, champion de France amateur en  1995, vainqueur du Challenge Emile-Olivier en 1996 et vice-champion de National 1 en 1997 (vainqueur du Groupe A), Frédéric Cissokho, champion de France amateur en  1995, vainqueur du Challenge Emile-Olivier en 1996 et vice-champion de National 1 en 1997 (vainqueur du Groupe A) et Guillaume Benon, vainqueur du Challenge Emile-Olivier en 1996 et vice-champion de National 1 en 1997 (vainqueur du Groupe A).

## Identité

### Noms
| \| Wasquehal Football depuis 2017 \| Wasquehal Football depuis 2017 \| Wasquehal Football depuis 2017 \| Wasquehal Football depuis 2017 \| Wasquehal Football depuis 2017 \| Wasquehal Football depuis 2017 \| \| \| \| \| \| \| Entente Sportive de Wasquehal 1945-2017 \| Entente Sportive de Wasquehal 1945-2017 \| Entente Sportive de Wasquehal 1945-2017 \| Entente Sportive de Wasquehal 1945-2017 \| Entente Sportive de Wasquehal 1945-2017 \| Entente Sportive de Wasquehal 1945-2017 \| \| \| Association Sportive de Wasquehal 1931-1945 \| Association Sportive de Wasquehal 1931-1945 \| Association Sportive de Wasquehal 1931-1945 \| Association Sportive de Wasquehal 1931-1945 \| Association Sportive de Wasquehal 1931-1945 \| Association Sportive de Wasquehal 1931-1945 \| \| \| Union Sportive de Wasquehal 1924-1945 \| Union Sportive de Wasquehal 1924-1945 \| Union Sportive de Wasquehal 1924-1945 \| Union Sportive de Wasquehal 1924-1945 \| Union Sportive de Wasquehal 1924-1945 \| Union Sportive de Wasquehal 1924-1945 \| \| Wasquehal Football depuis 2017 \| Wasquehal Football depuis 2017 \| Wasquehal Football depuis 2017 \| Wasquehal Football depuis 2017 \| Wasquehal Football depuis 2017 \| Wasquehal Football depuis 2017 \| \| \| \| \| \| \| Entente Sportive de Wasquehal 1945-2017 \| Entente Sportive de Wasquehal 1945-2017 \| Entente Sportive de Wasquehal 1945-2017 \| Entente Sportive de Wasquehal 1945-2017 \| Entente Sportive de Wasquehal 1945-2017 \| Entente Sportive de Wasquehal 1945-2017 \| \| \| Association Sportive de Wasquehal 1931-1945 \| Association Sportive de Wasquehal 1931-1945 \| Association Sportive de Wasquehal 1931-1945 \| Association Sportive de Wasquehal 1931-1945 \| Association Sportive de Wasquehal 1931-1945 \| Association Sportive de Wasquehal 1931-1945 \| \| \| Union Sportive de Wasquehal 1924-1945 \| Union Sportive de Wasquehal 1924-1945 \| Union Sportive de Wasquehal 1924-1945 \| Union Sportive de Wasquehal 1924-1945 \| Union Sportive de Wasquehal 1924-1945 \| Union Sportive de Wasquehal 1924-1945 \| |                                |                                |                                |                                |                                |  |  |  |  |  |  |                                         |                                         |                                         |                                         |                                         |                                         |  |  |                                             |                                             |                                             |                                             |                                             |                                             |  |  |                                       |                                       |                                       |                                       |                                       |                                       |
| |                                |                                |                                |                                |                                |  |  |  |  |  |  |                                         |                                         |                                         |                                         |                                         |                                         |  |  |                                             |                                             |                                             |                                             |                                             |                                             |  |  |                                       |                                       |                                       |                                       |                                       |                                       |
| Wasquehal Football depuis 2017 | Wasquehal Football depuis 2017 | Wasquehal Football depuis 2017 | Wasquehal Football depuis 2017 | Wasquehal Football depuis 2017 | Wasquehal Football depuis 2017 |  |  |  |  |  |  | Entente Sportive de Wasquehal 1945-2017 | Entente Sportive de Wasquehal 1945-2017 | Entente Sportive de Wasquehal 1945-2017 | Entente Sportive de Wasquehal 1945-2017 | Entente Sportive de Wasquehal 1945-2017 | Entente Sportive de Wasquehal 1945-2017 |  |  | Association Sportive de Wasquehal 1931-1945 | Association Sportive de Wasquehal 1931-1945 | Association Sportive de Wasquehal 1931-1945 | Association Sportive de Wasquehal 1931-1945 | Association Sportive de Wasquehal 1931-1945 | Association Sportive de Wasquehal 1931-1945 |  |  | Union Sportive de Wasquehal 1924-1945 | Union Sportive de Wasquehal 1924-1945 | Union Sportive de Wasquehal 1924-1945 | Union Sportive de Wasquehal 1924-1945 | Union Sportive de Wasquehal 1924-1945 | Union Sportive de Wasquehal 1924-1945 |
| Wasquehal Football depuis 2017 | Wasquehal Football depuis 2017 | Wasquehal Football depuis 2017 | Wasquehal Football depuis 2017 | Wasquehal Football depuis 2017 | Wasquehal Football depuis 2017 |  |  |  |  |  |  | Entente Sportive de Wasquehal 1945-2017 | Entente Sportive de Wasquehal 1945-2017 | Entente Sportive de Wasquehal 1945-2017 | Entente Sportive de Wasquehal 1945-2017 | Entente Sportive de Wasquehal 1945-2017 | Entente Sportive de Wasquehal 1945-2017 |  |  | Association Sportive de Wasquehal 1931-1945 | Association Sportive de Wasquehal 1931-1945 | Association Sportive de Wasquehal 1931-1945 | Association Sportive de Wasquehal 1931-1945 | Association Sportive de Wasquehal 1931-1945 | Association Sportive de Wasquehal 1931-1945 |  |  | Union Sportive de Wasquehal 1924-1945 | Union Sportive de Wasquehal 1924-1945 | Union Sportive de Wasquehal 1924-1945 | Union Sportive de Wasquehal 1924-1945 | Union Sportive de Wasquehal 1924-1945 | Union Sportive de Wasquehal 1924-1945 |

### Couleurs
| 1924-1945 |  | 1945-2017 |  | depuis 2017 |

### Logos

1945-2017
2017-2025
2025-

## Structures

### Stades
L'entente sportive de Wasquehal joue dans le stade Arthur Buyse (anciennement stade Léopold-Hantson) rue Delerue, mais n'étant pas aux normes exigées en Division 2 lors de la montée en 1997, les joueurs, devenus professionnels jouent alors au Stadium Lille Métropole, dans la ville limitrophe de Villeneuve-d'Ascq.
À la suite de la descente en CFA2 en 2008 et du fait de la disparition du stade Arthur Buyse, le club évolue depuis 2009 de nouveau sur ses terres au Complexe Lucien Montagne, allée Philippe Piat au 11 allée du Molinel à Wasquehal.
Le Stadium Lille Métropole fut le stade officiel de l'équipe de la saison 1997-98 à la saison 2004-05 incluse, l'équipe évoluait alors en Ligue 2 puis en National. Depuis la saison 2005-06 et sa relégation en Championnat de France amateur en 2009, l'Entente Sportive de Wasquehal n'y joue plus.

### Siège
Le siège se situe au 11 avenue du Molinel 59290 Wasquehal, allée Philippe Piat depuis la création du Complexe Lucien Montagne.

## Autres équipes

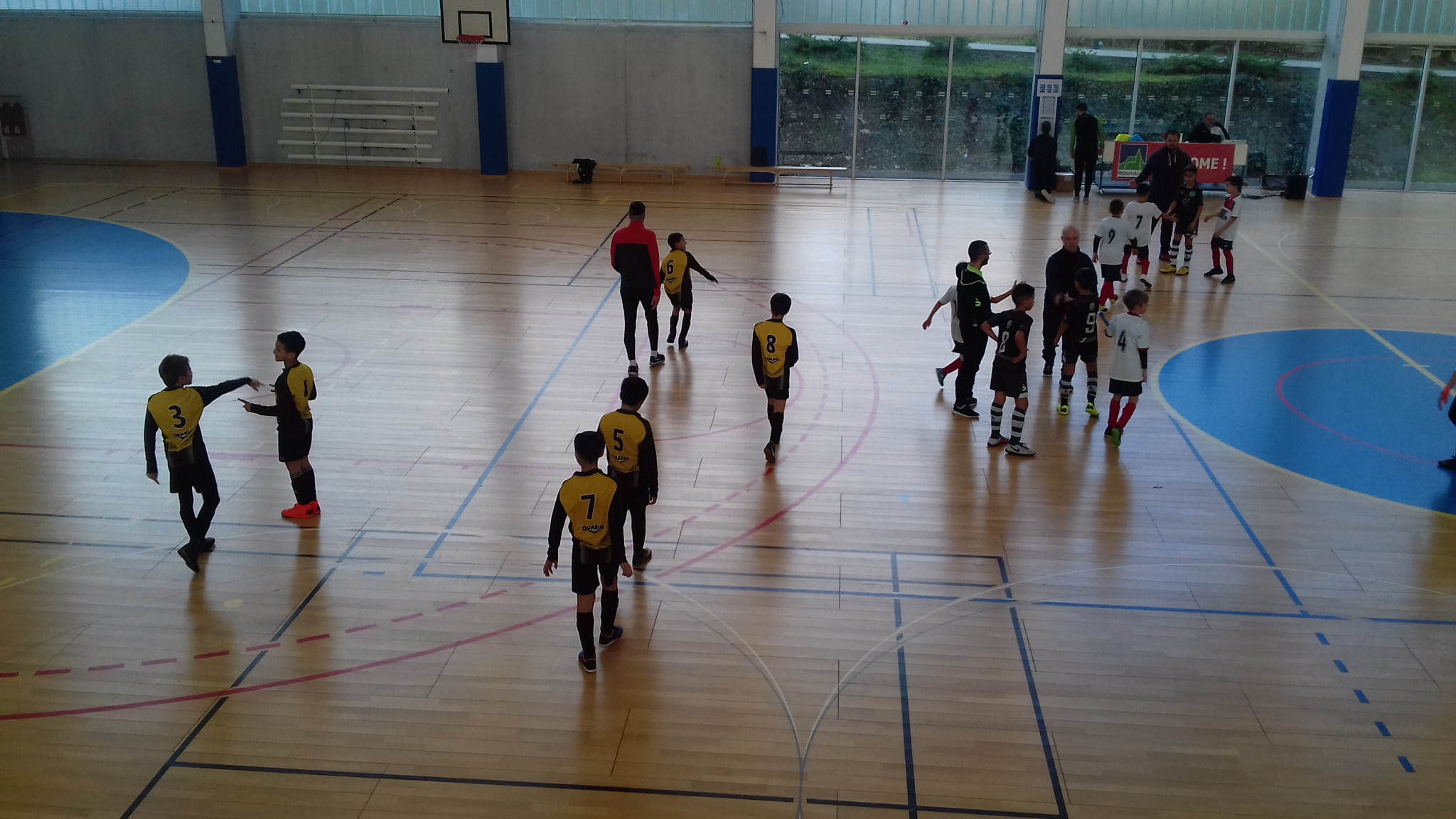
Équipe des U10 de Wasquehal Football lors d'un tournoi de futsal en 2019 à Mouvaux.

### Sections jeunes
L'ES Wasquehal est très présent chez les jeunes, et des joueurs en sont sortis comme Alassane Pléa, Clarck N'Sikulu, Moussa Niakhaté, Adrien Tameze, José Saez, Vincent Planté et Ismaël Kandouss.

## Soutien et image

### Groupes de supporters
- En 1952, est créé le groupe de supporter Allez Wasquehal[57].
- En 1966, se forme le club des supporters Allez l'Entente[58] et qui est actuellement dissous.
- En 1997, les « Ultras Wasquehal » (également appelés « Ultras 59 ») se constituent à la suite de l'accession en deuxième division. Le groupe cesse ses activités en 2015.

A ce jour, il n'y a plus de groupe de supporters à Wasquehal.

### Labellisation
La Fédération Française de football a attribué à l’Entente Sportive le label qualité pour son école de football. Cela valorise la qualité de l’enseignement et récompense le travail des éducateurs et des dirigeants du club qui donnent de leur temps et de leurs compétences en faveur des jeunes. Le district était représenté pour la remise du label par Yves Hennion représentant le président Xavier Fleury, le président du District Flandre ainsi que par Ali Helal conseiller technique départemental à la ligue régionale et Mickaël Foor, commentateur des matchs du Lille OSC.
Le bureau exécutif de la ligue de football amateur (BELFA) a attribué le label Jeunes Élite à Wasquehal Foot. Une reconnaissance de qualité qui concerne tout le club, des débutants aux seniors.